# Amtsgericht Neukirchen
Das Amtsgericht Neukirchen (bis 1867 Justizamt Neukirchen) war bis 1968 ein Gericht der ordentlichen Gerichtsbarkeit mit Sitz in Neukirchen (Knüll) im heutigen Schwalm-Eder-Kreis in Nordhessen.

## Geschichte
Seit dem Mittelalter bestand das Gericht Neukirchen. Die Rechtsprechung der niederen Gerichtsbarkeit wurde in der Landgrafschaft Hessen-Kassel durch den Amtmann des Amtes Neukirchen wahrgenommen.
Die Neuregelung des Justizwesens im Königreich Westphalen 1807 führte zu der Trennung von Rechtsprechung und Verwaltung. Der Kanton Neukirchen war nun für die Verwaltung, das Friedensgericht Neukirchen für die Rechtsprechung zuständig. Das Friedensgericht unterstand dem Distriktgericht Hersfeld, das für den Distrikt Hersfeld zuständig war.
Mit dem Ende des Königreichs Westphalen im Jahre 1813 wurde die Trennung von Rechtsprechung und Verwaltung rückgängig gemacht und das Kurfürstentum Hessen führte 1814 das Amt Neukirchen wieder ein.
Mit Edikt vom 29. Juni 1821 wurden in Kurhessen Verwaltung und Justiz getrennt. Nun waren Justizämter für die erstinstanzliche Rechtsprechung zuständig, die Verwaltung wurde von Kreisen übernommen. Im Neukirchen wurde das Justizamt Neukirchen eingerichtet.
Das neue Justizamt Neukirchen hatte insgesamt 7467 Einwohner. Es bestand aus:
- dem bisherigen Amt Neukirchen, ohne Berffa und Görzhain,
- Schwarzenborn nebst den Höfen Kämmershagen und Richberg, sowie Hauptschwend, aus dem bisherigen Amt Neuenstein,
- Christerode, aus dem bisherigen Amt Oberaula, und
- Seigertshausen nebst Hergets- und Happersmühle, aus dem bisherigen Amt Ziegenhain.

Nach der Annexion Kurhessens durch Preußen wurde das Justizamt 1867 zum königlich Preußischen Amtsgericht Neukirchen. Auch mit dem Inkrafttreten des Gerichtsverfassungsgesetzes 1877 blieb das Amtsgericht Neukirchen bestehen. Es war nun dem Kreisgericht Marburg zugeordnet.
Das Amtsgericht Neukirchen wurde in den Jahren 1940 und 1941 zeitweise von Assessoren, 1943 bis zu seiner Umwandlung in eine Zweigstelle des Amtsgerichts Treysa vom Gladenbacher Amtsgerichtsrat mit verwaltet. Im Jahre 1947 wurde es wieder Vollgericht.
Am 1. Juli 1968 erfolgte die Auflösung des Amtsgerichts Neukirchen und die Zuordnung seines Bezirks zum Bezirk des Amtsgerichts Treysa.

## Richter
Folgende Richter wirkten am Gericht:
- Justizbeamter Friedrich Leopold Ludwig von Schutzbar gen. Milchling (1821–1839)
- Justizbeamter Franz Knobel (1839-846)
- Justizbeamter Emil Cöster (1846–1861)
- Justizbeamter Dethard Wilhelm Uckermann (1861–1866)
- Justizbeamter Theodor Stöber (1866–1879) (ab 1. September 1867: Amtsrichter; ab 1868: Oberamtsrichter)
- Oberamtsrichter Georg Kellner (1879–1886) (ab 1879: Amtsgerichtsrat) ernannt
- Amtsrichter Hempfing  (1886–1893)
- Amtsrichter Schemann (1893–1902) (ab 1902: Amtsgerichtsrat) ernannt
- Amtsrichter Erwin Hoffmann (1903–1910)
- Amtsrichter Fritz Moll (1910–1914)
- Amtsrichter Werner König (1914–1927) (später: Amtsgerichtsrat)
- Amtsgerichtsrat Karl Steinmetz (1927–1934)
- Amtsgerichtsrat Hermann Drüeke (1934–1943)
- Amtsgerichtsrat Karl Steinmetz (1947–1953)
- Amtsgerichtsrat  Rudolf Breul (1953–1968) (ab 1965: Oberamtsrichter)

## Gebäude
Das Justizamt war zunächst in einem Zimmer im Rathaus untergebracht. Dieser Raum wurde als völlig unpassend angesehen. In einem Bericht an das Obergericht in Marburg berichtete der Landbaumeister Selig am 17. Oktober 1824, der Raum sei mehr eine Scheune als ein Raum, die Balken des baufälligen Gebäudes seien so weit eingesunken, dass man in der Mitte des Raumes nicht mehr stehen könne. Vor allem aber sei der Gestank aus dem Kuhstall, der sich im Erdgeschoss befand, so stark, dass die Gesundheit des Justizbeamten gefährdet sei. Nach diesem Bericht mietete man Räume beim Postverwalter Schwieder. Nachdem dieses Mietverhältnis 1830 vom Vermieter gekündigt wurde, mietete man Räume im Haus der Witwe Gutberlet. Auch dies konnte nur ein Provisorium sein.
Im Jahre 1834 erwarb die Justizverwaltung ein Grundstück in der Niederrheinischen Straße und erbaute darauf das neue Gerichtsgebäude. Dieses Haus, das auch die Richterdienstwohnung enthielt, wurde vom Justizamt und später vom Amtsgericht bis zu dessen Aufhebung 1968 genutzt. Danach wurde es verkauft und als Geschäftshaus genutzt, später weitgehend abgerissen und ein Supermarkt dort neu errichtet.